# Ruseștii Noi, Ialoveni
Ruseștii Noi este un sat-reședință de comună din raionul Ialoveni, Republica Moldova.
Împreună cu cătunul Ruseștii Vechi formează comuna Ruseștii Noi.

## Istorie
Potrivit documentelor în care se conține cea mai timpurie dată cu privire la existența satului, acesta a apărut la începutul secolului XIV și anume la 10 aprilie 1524. În cele mai vechi documente satul apare sub denumire de: Ruși, Rusești. Numele satului are o legătură evidentă cu cuvintele Rus, Rusu, Rușii.
S-a relatat faptul că în sat încă de la întemeiere ar fi venit un preot de peste Nistru. Nu se poate ști dacă a fost chiar rus, poate să fi fost și român, dar faptul că era de peste Nistru a determinat lumea să-i spună Rus, iar de aici și satului întreg: Satul lui Rusu, apoi Rusești. Numele adevărat al acestui preot este necunoscut. Până în prezent s-au păstrat unele nume de familie menționate în recensământ ca: Ghimp, Stăvilă, Meșină sau Cucu, numite ca cele mai vechi nume de familii din sat.

## Geografie
Așezat pe panta de nord-vest a unui deal nu prea înalt și pe șesul ce se întinde până pe malul drept al râului Botna, prelungindu-se și pe panta de nord-vest a altui deal așezat la sud-est de primul și despărțit printr-o lăsătură, prezintă un peisaj pitoresc destul de frumos.
Deci teritoriul satului reprezintă o regiune deluroasă. Este cunoscută toponimica dealurilor: Chicla, Cuftea, Holm, Purcariu și Dealul lui Matei. Denumirea lor este menționată în „ Dicționarul statistic al Basarabiei”.

## Demografie

### Structura etnică
Structura etnică a satului Ruseștii Noi conform recensământului populației din 2004:
| Grup etnic                                               | Populație | % Procentaj  |
| -------------------------------------------------------- | --------- | ------------ |
| Băștinași declarați Moldoveni Băștinași declarați Români | 4.992 29  | 99,07% 0,58% |
| Ruși                                                     | 8         | 0,16%        |
| Ucraineni                                                | 7         | 0,14%        |
| Bulgari                                                  | 1         | 0,02%        |
| Alții                                                    | 2         | 0,04%        |
| Total                                                    | 5.039     |              |

## Galerie de imagini

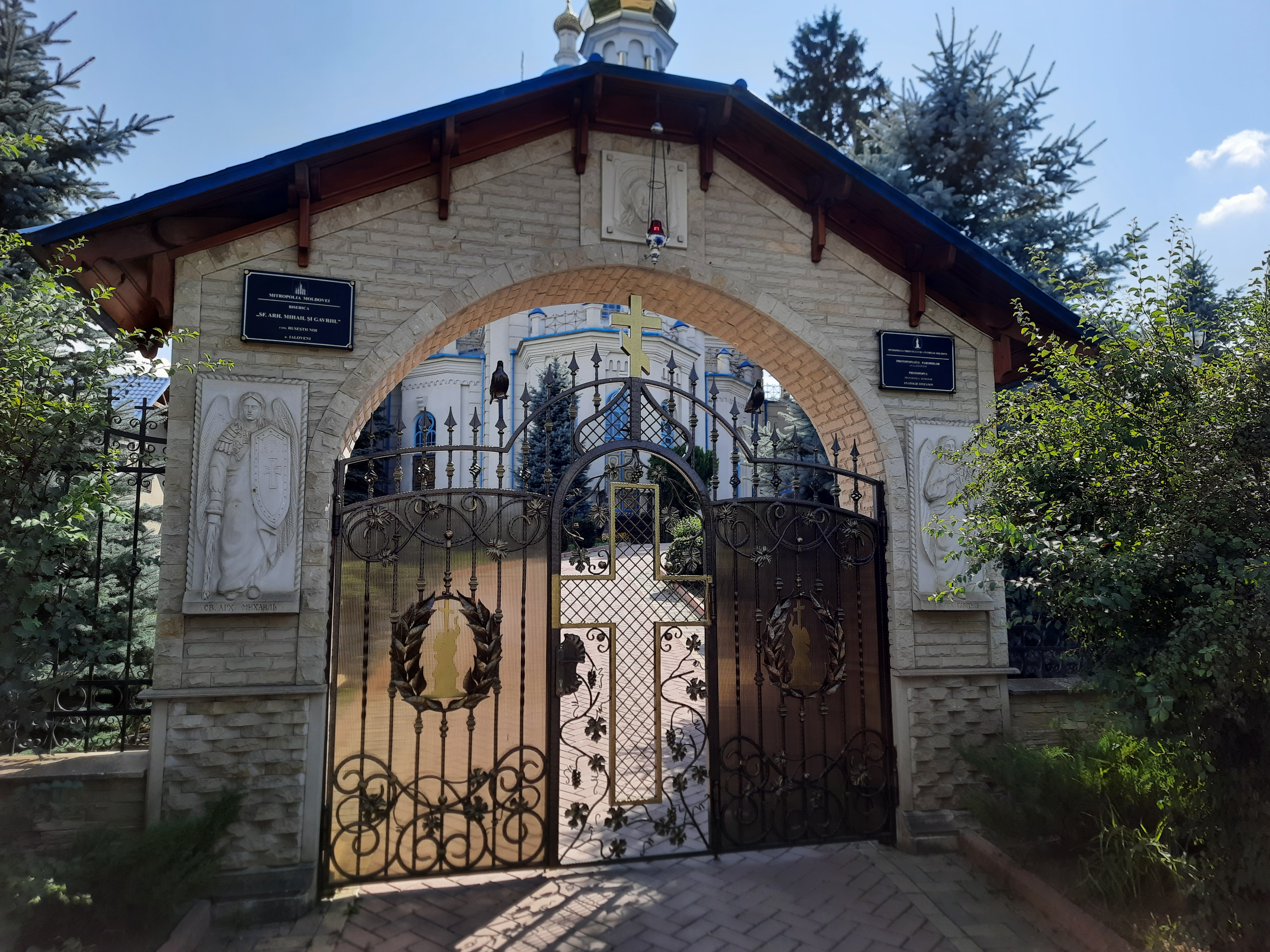
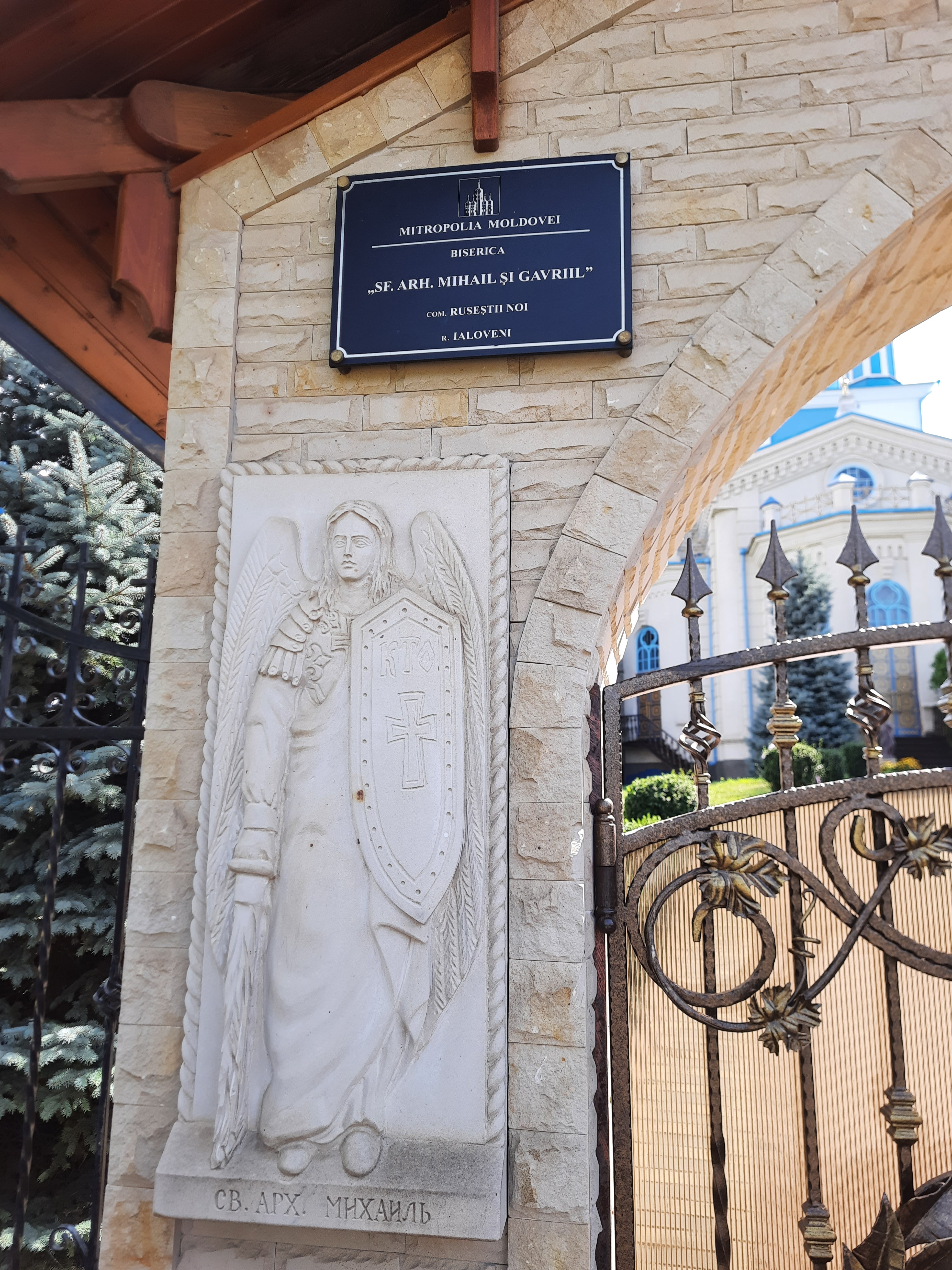
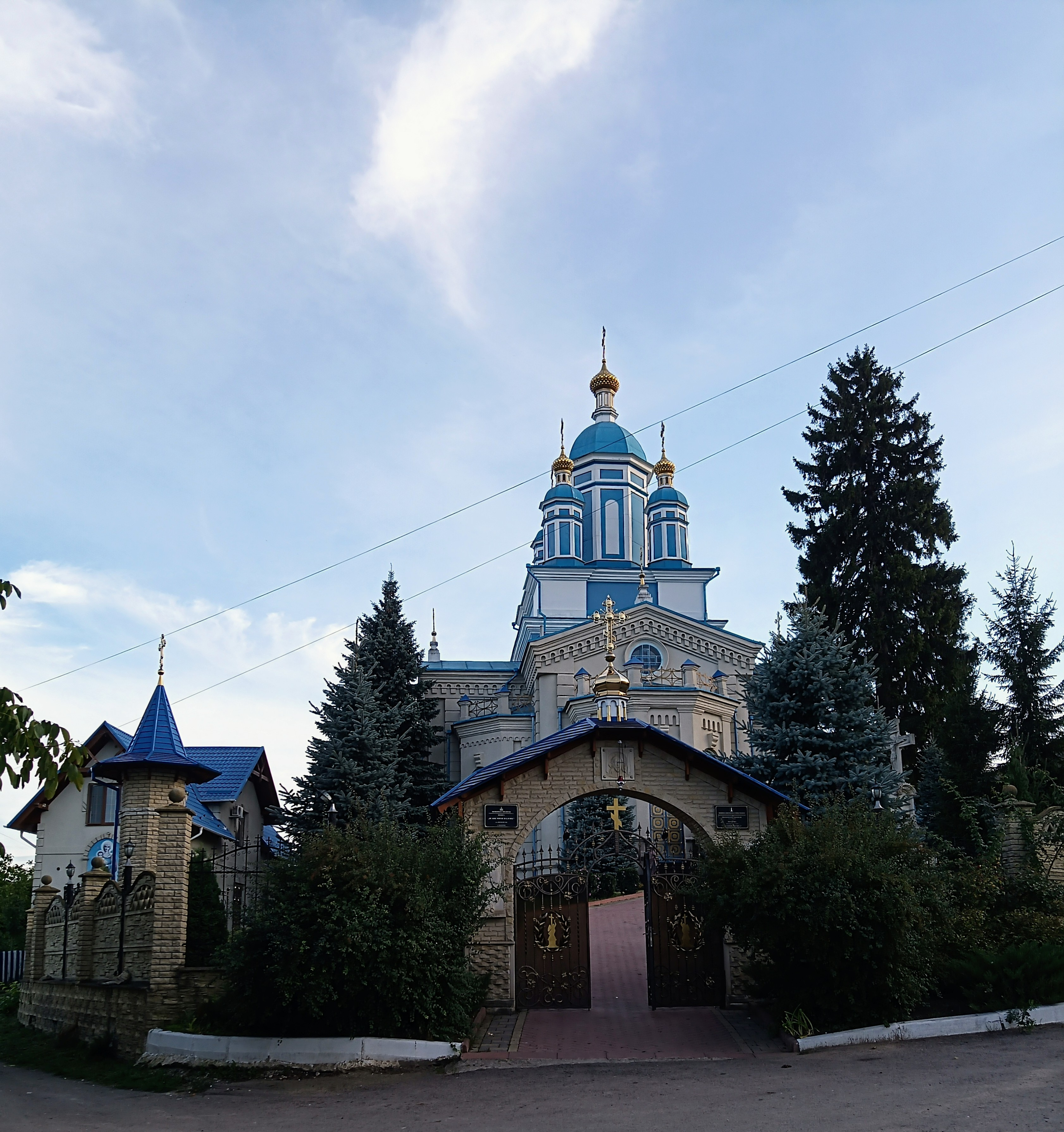
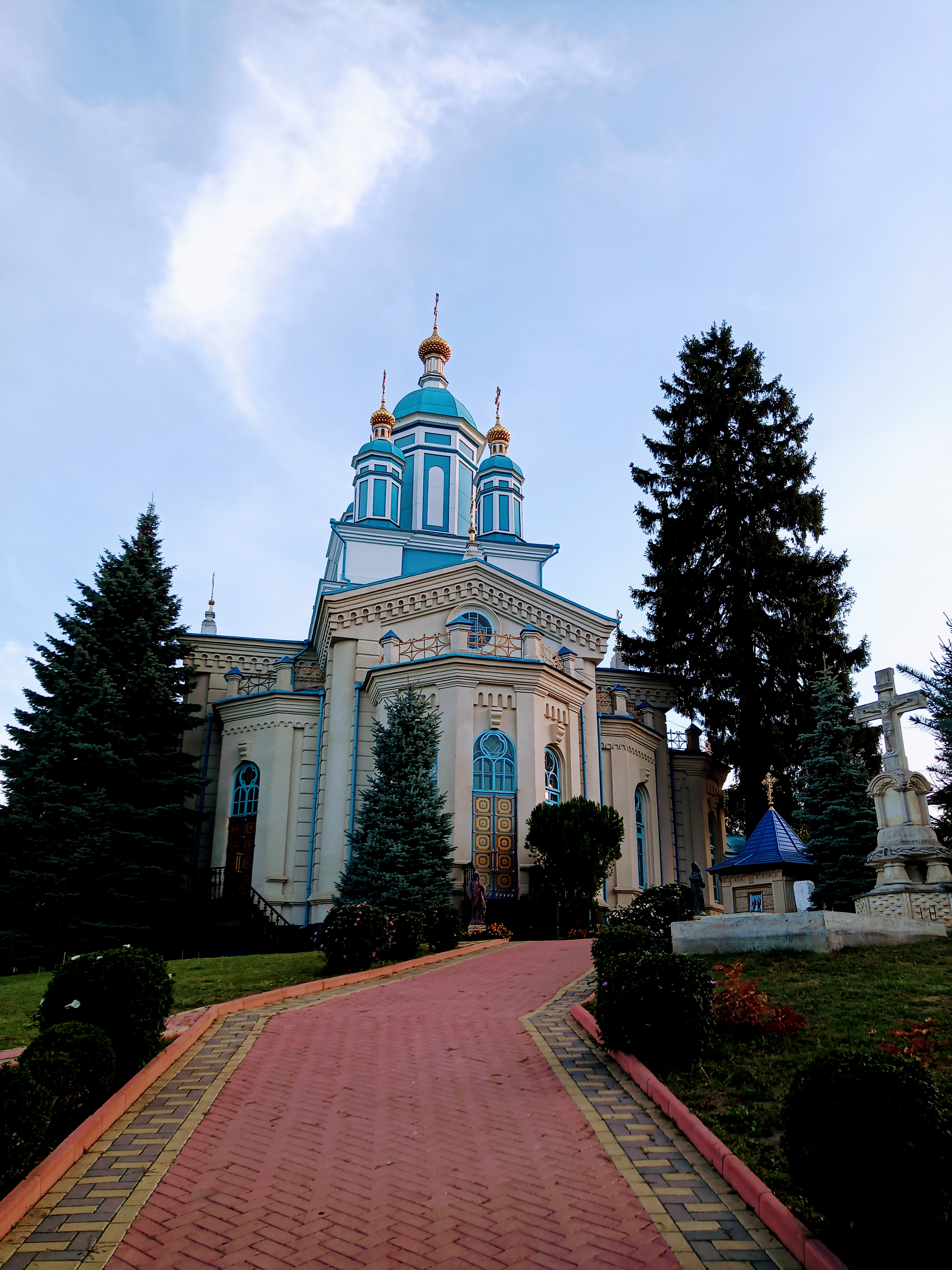
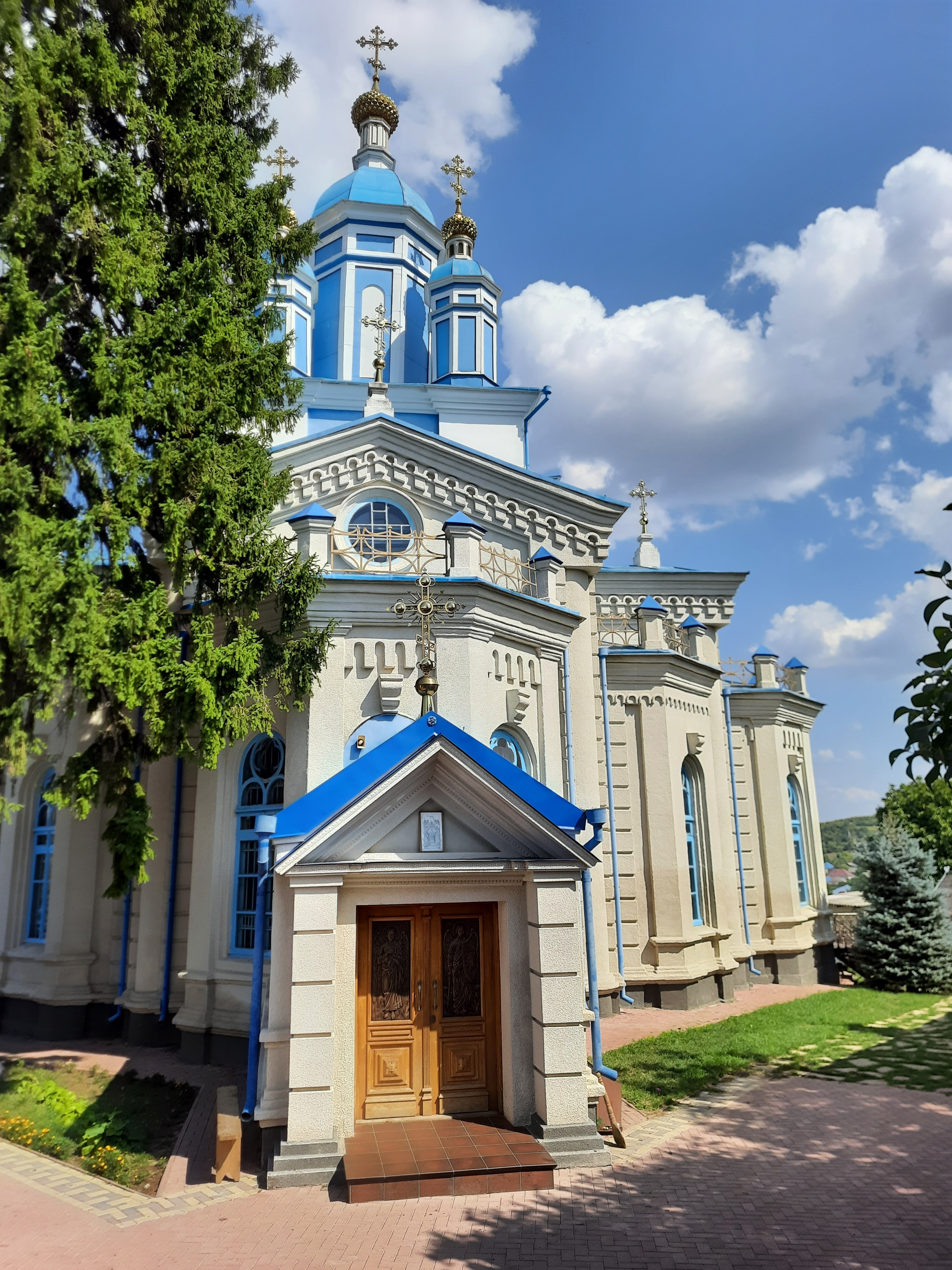
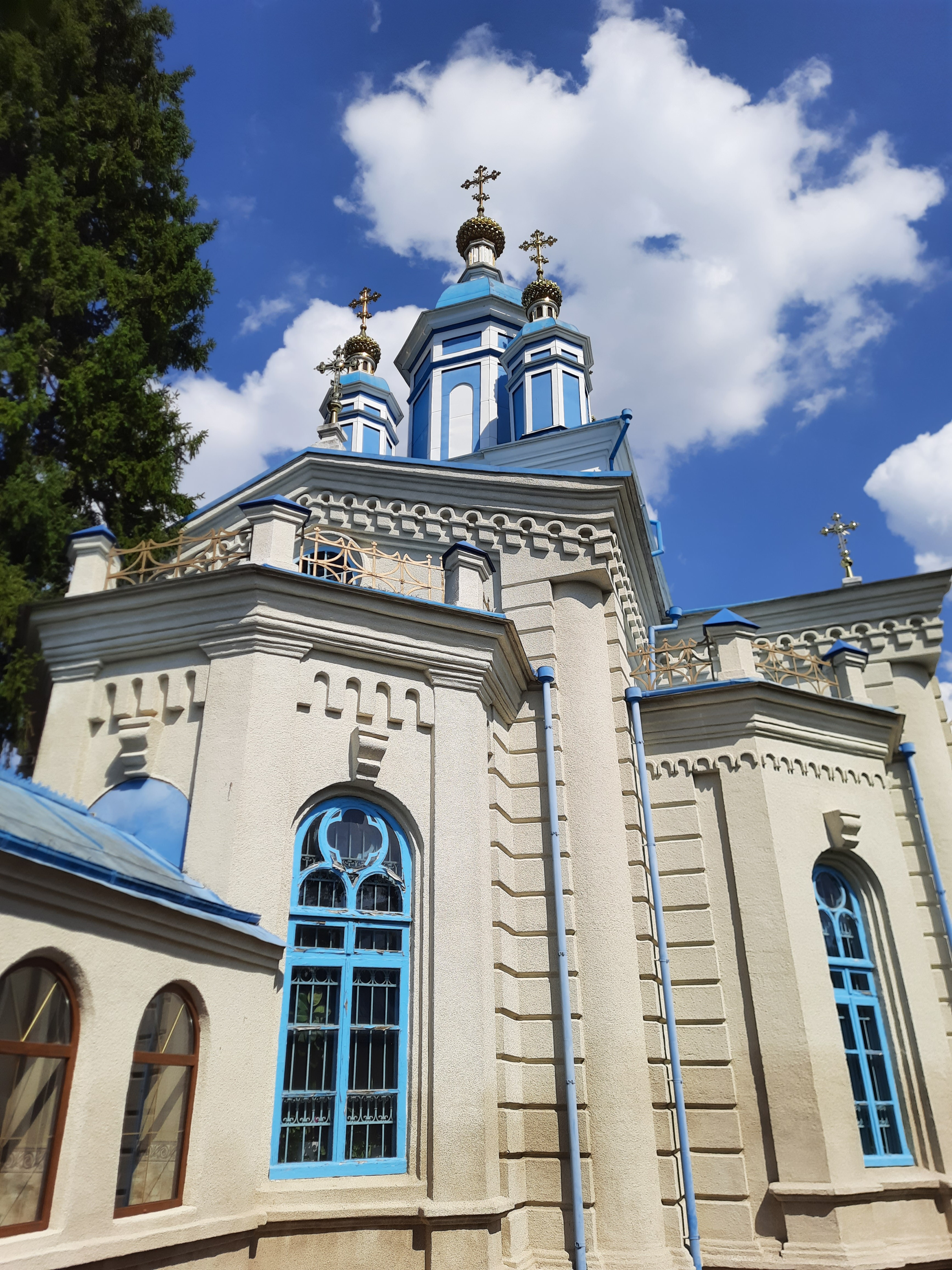
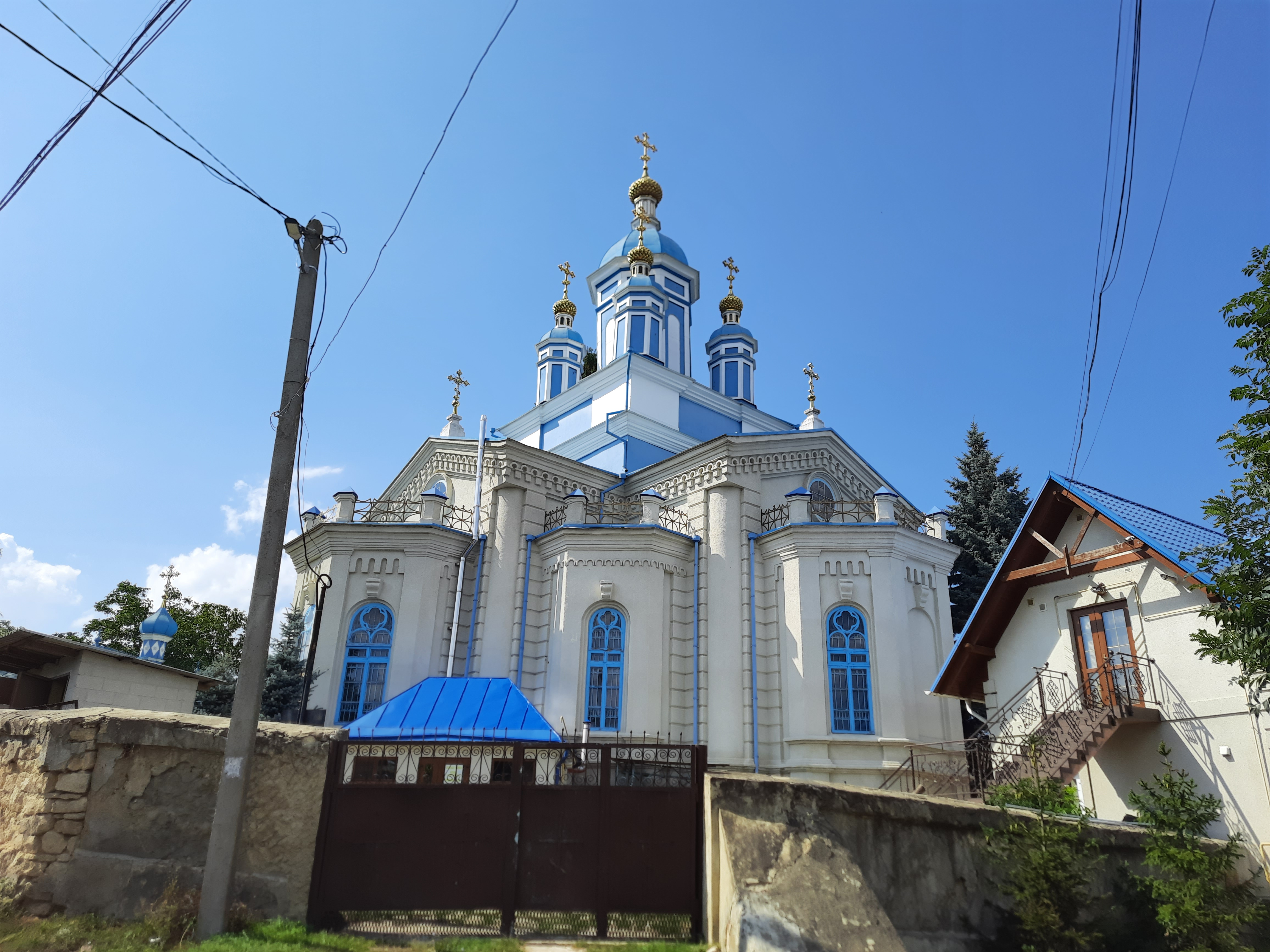
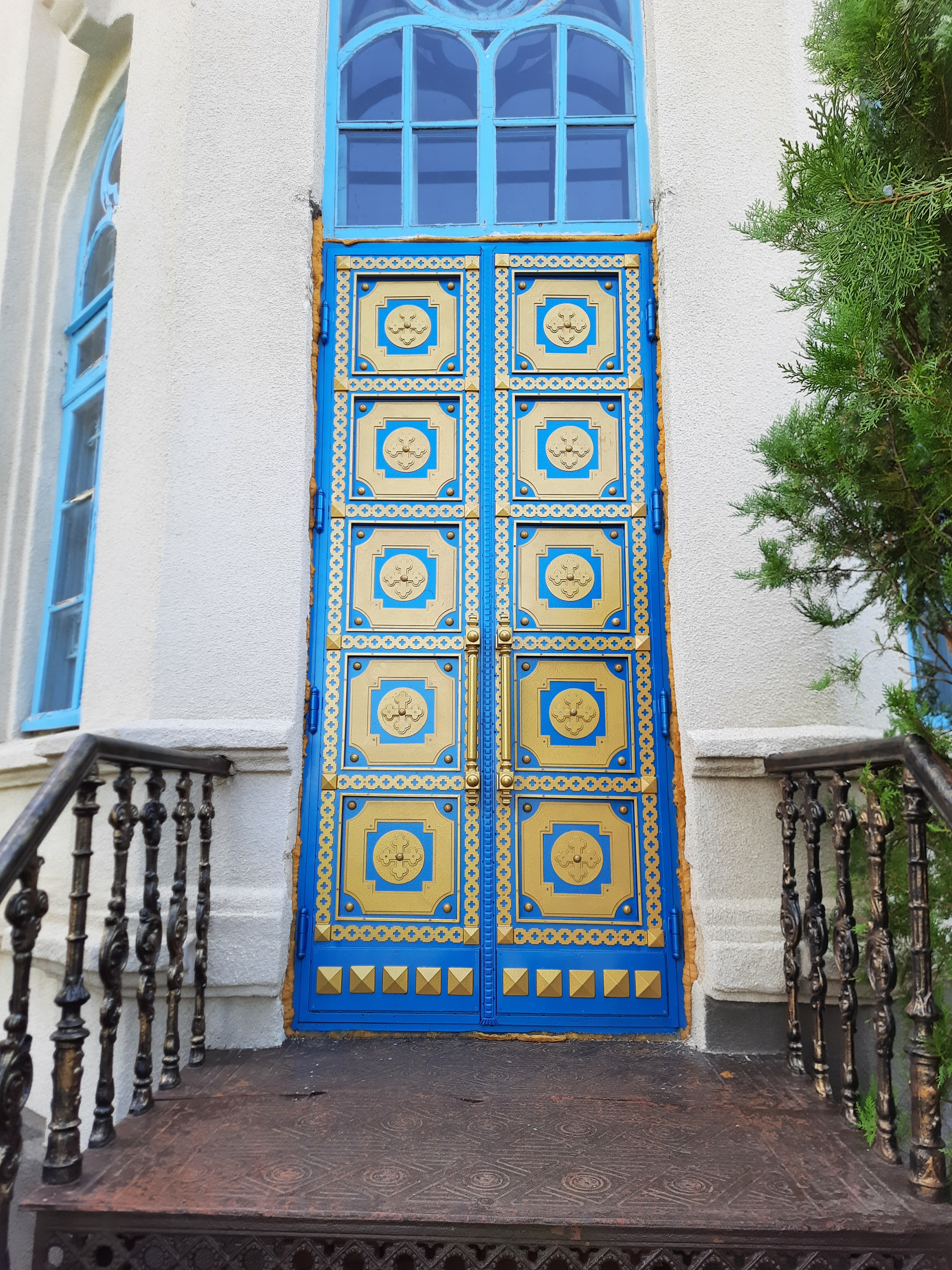
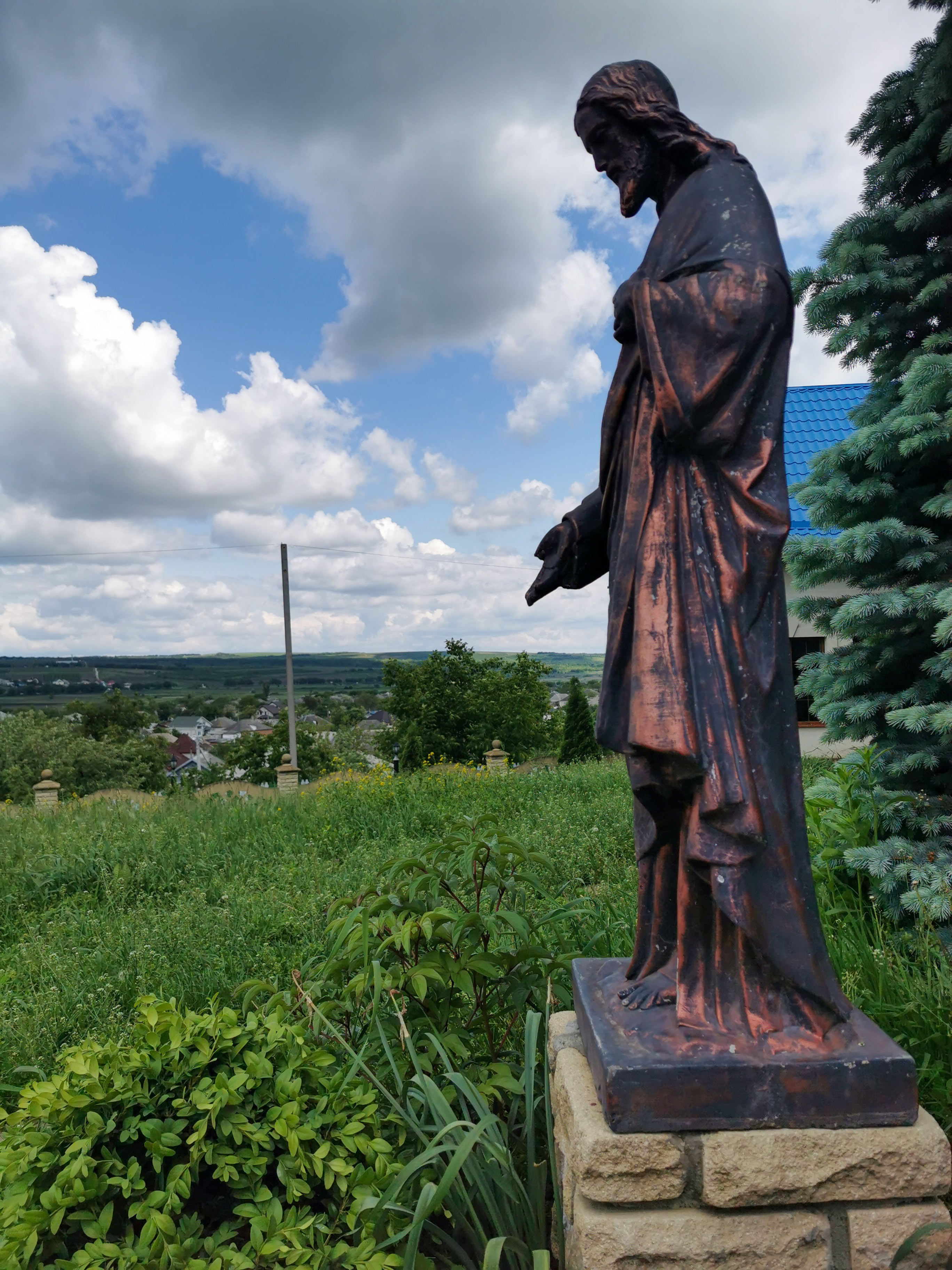
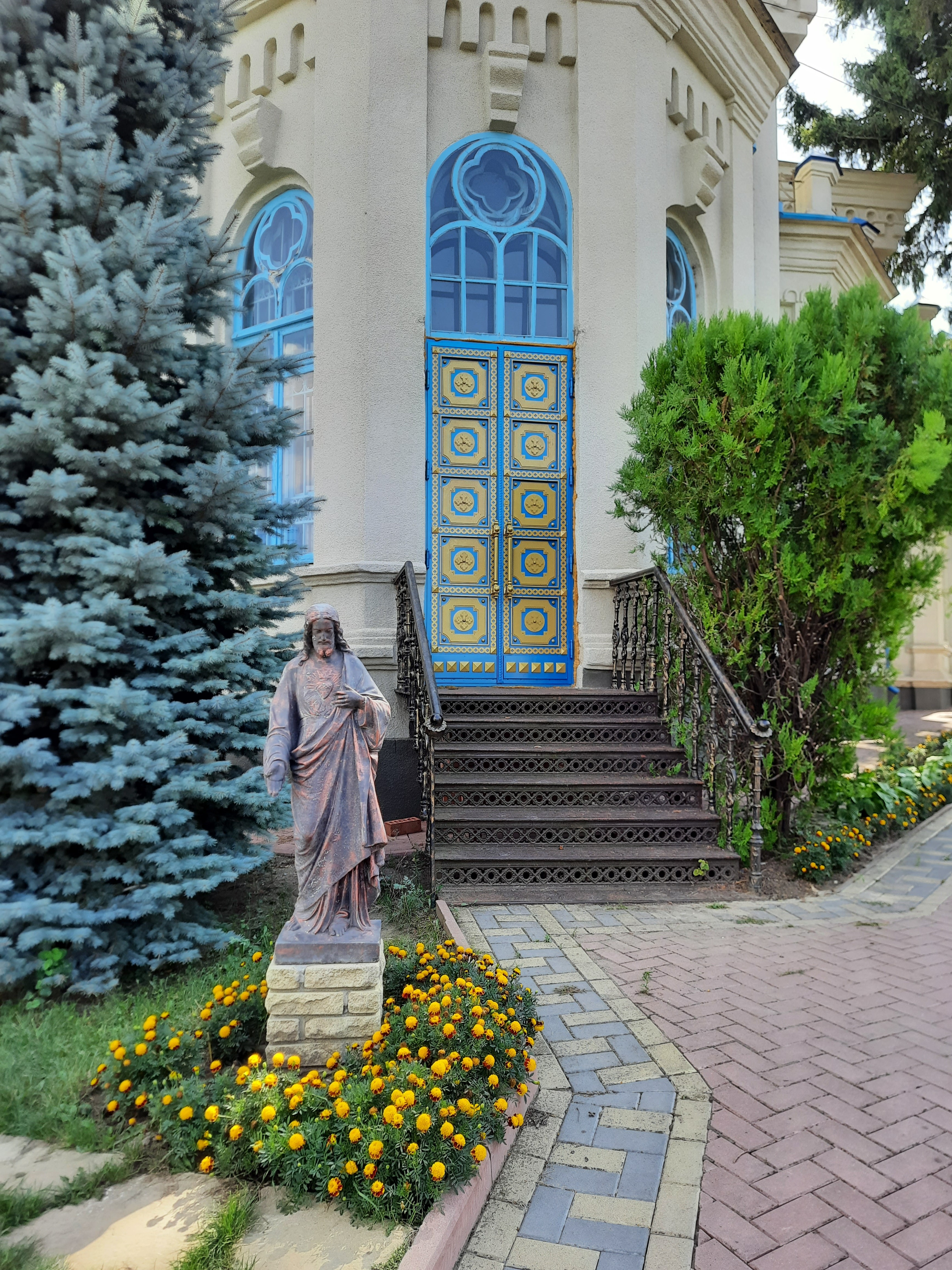
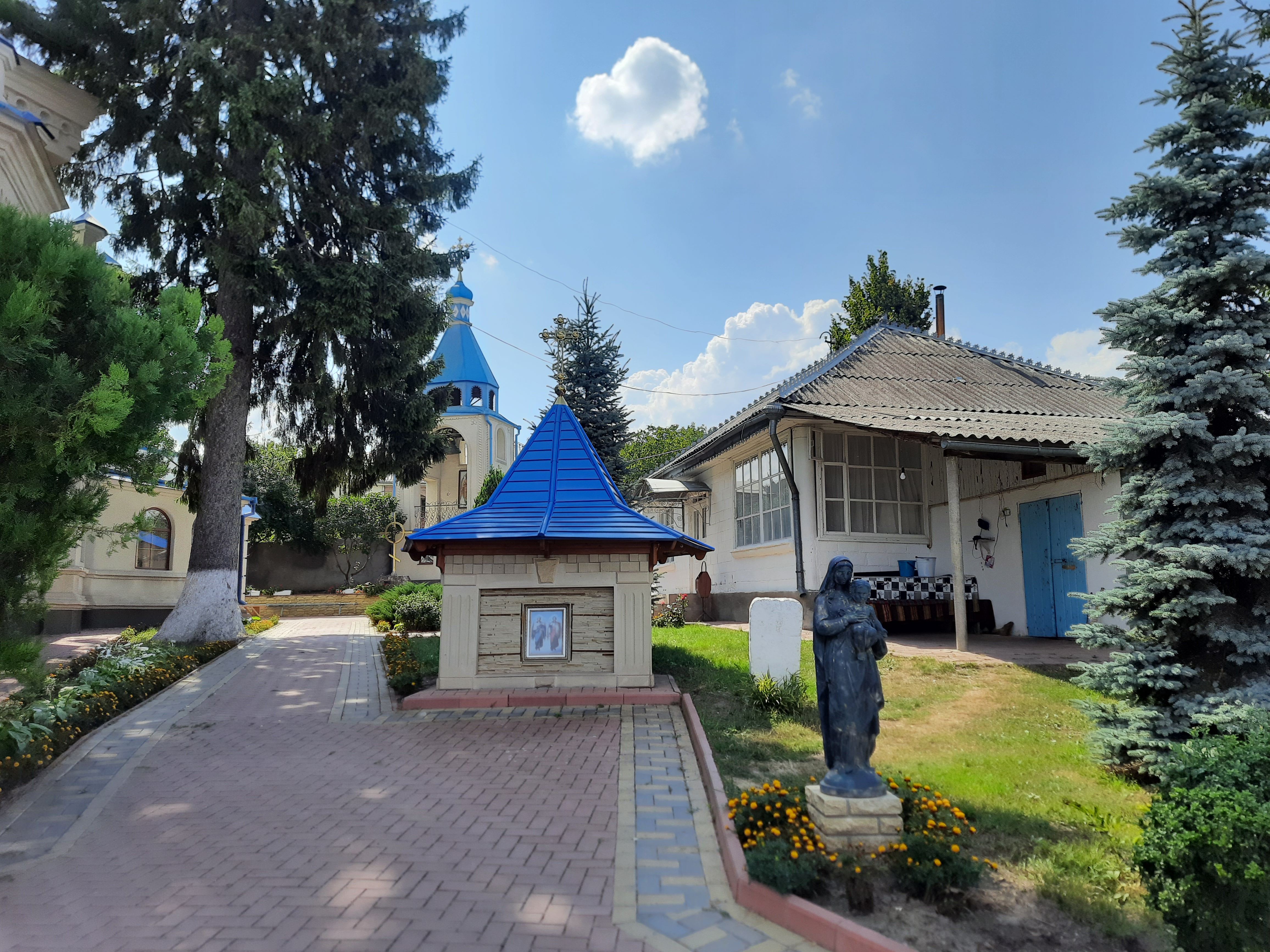
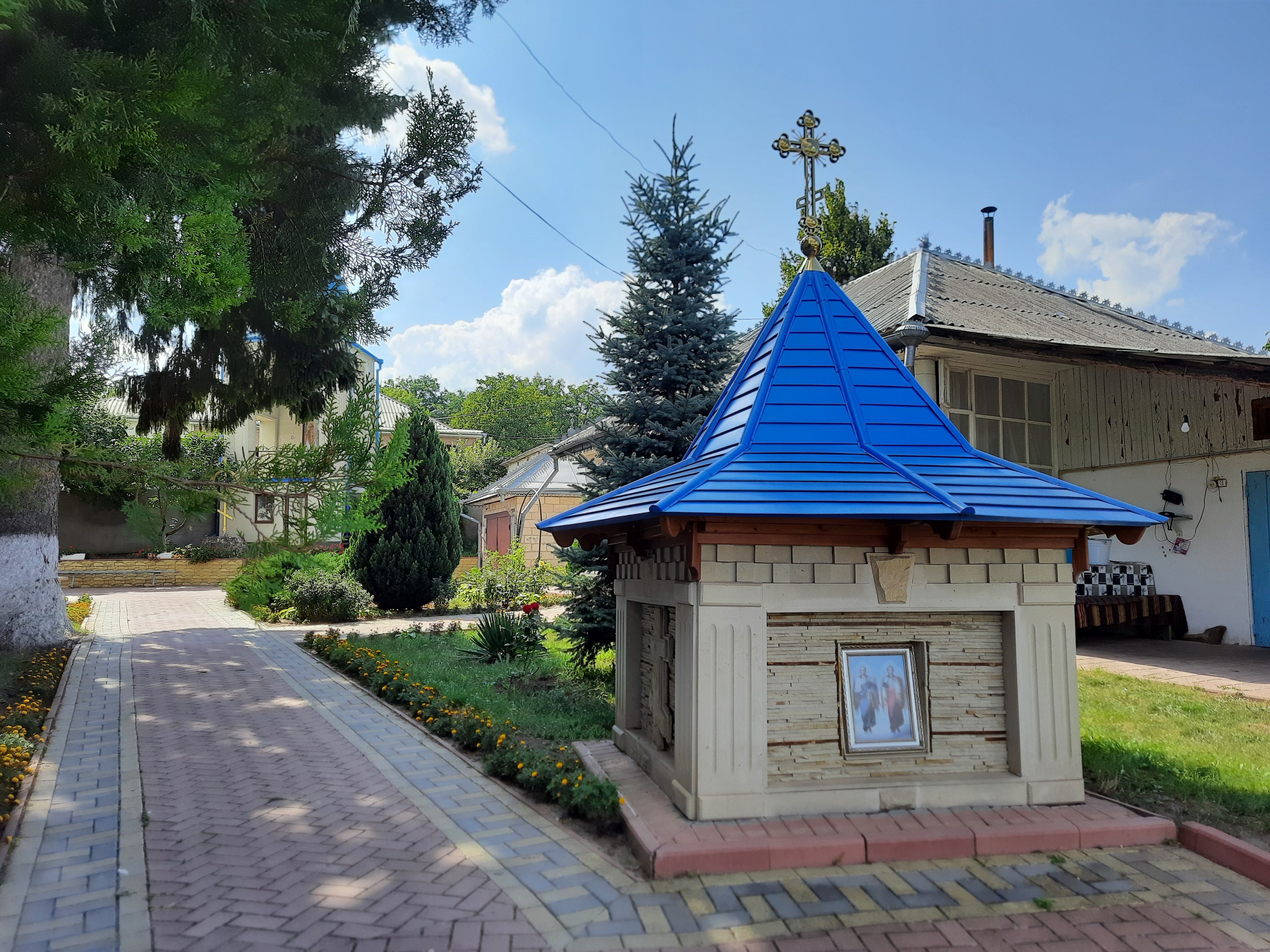
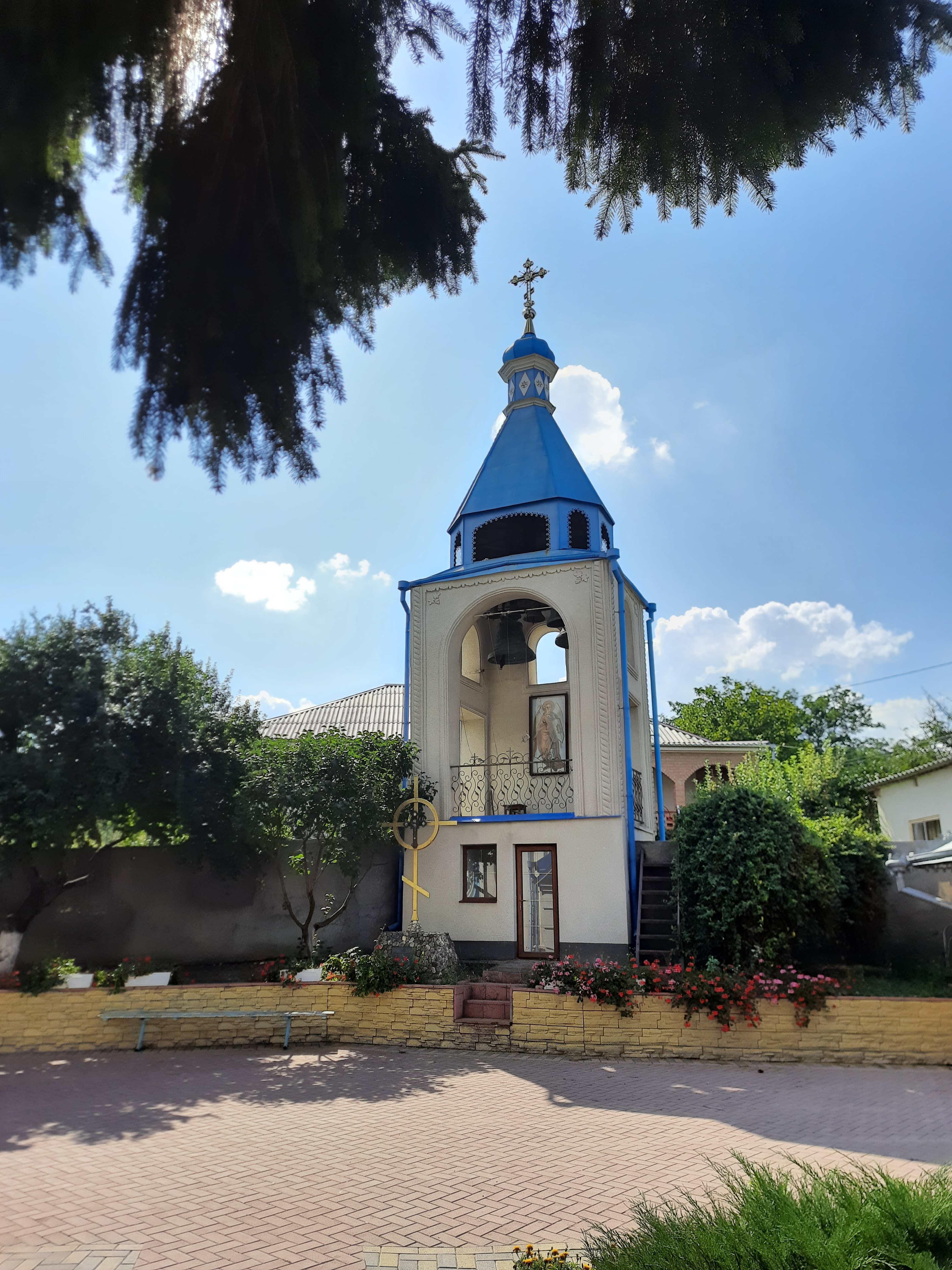
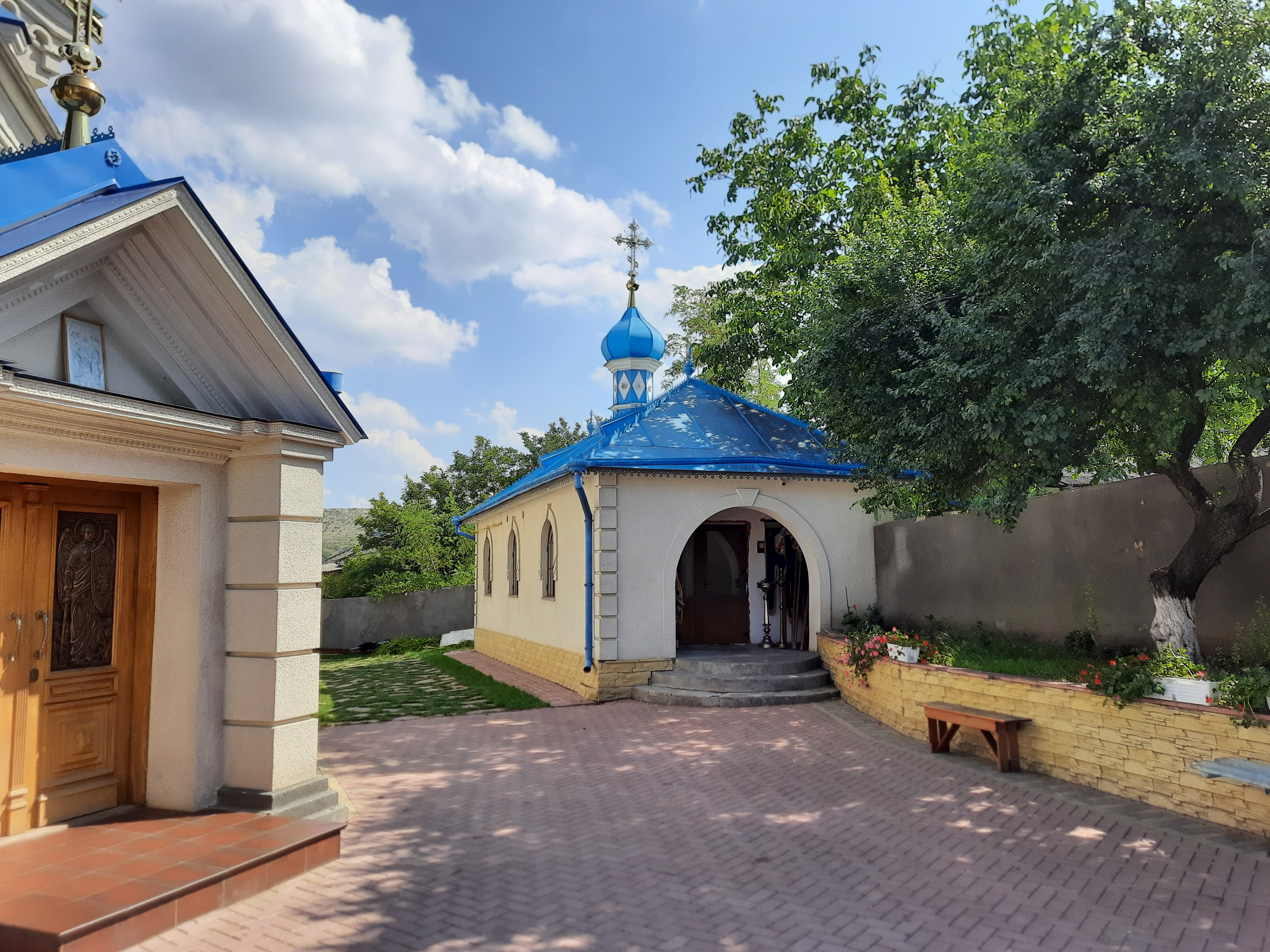
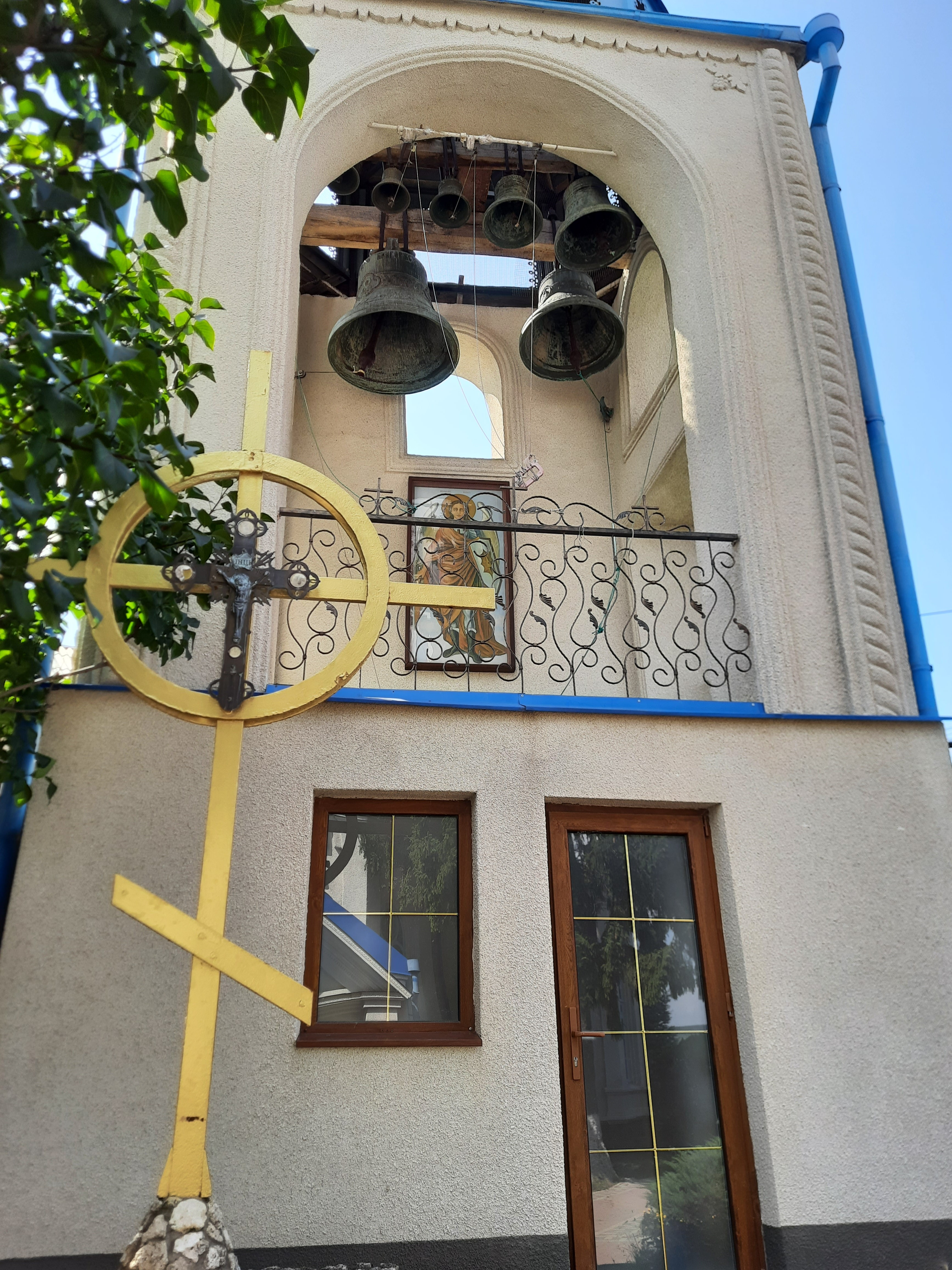
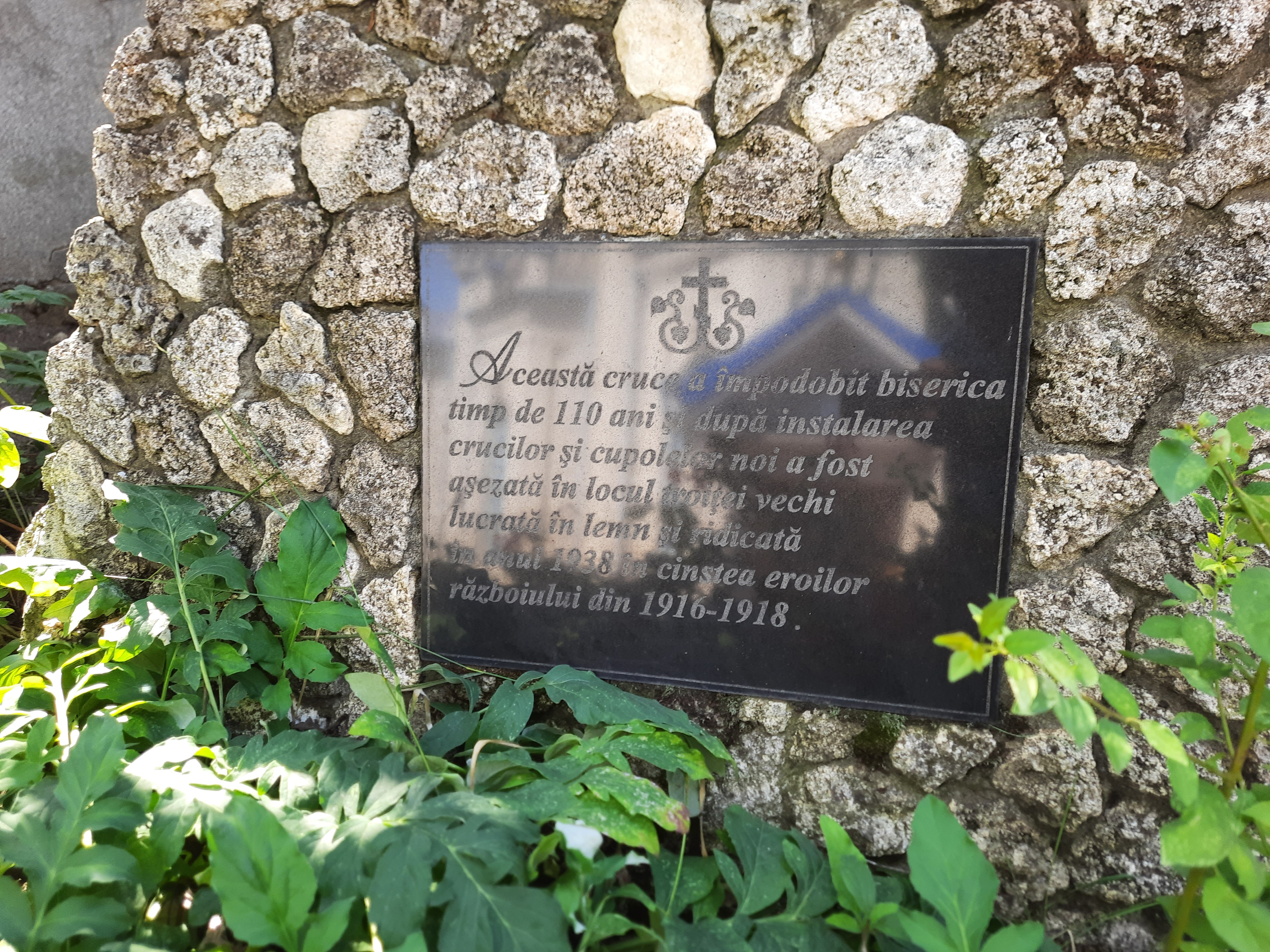

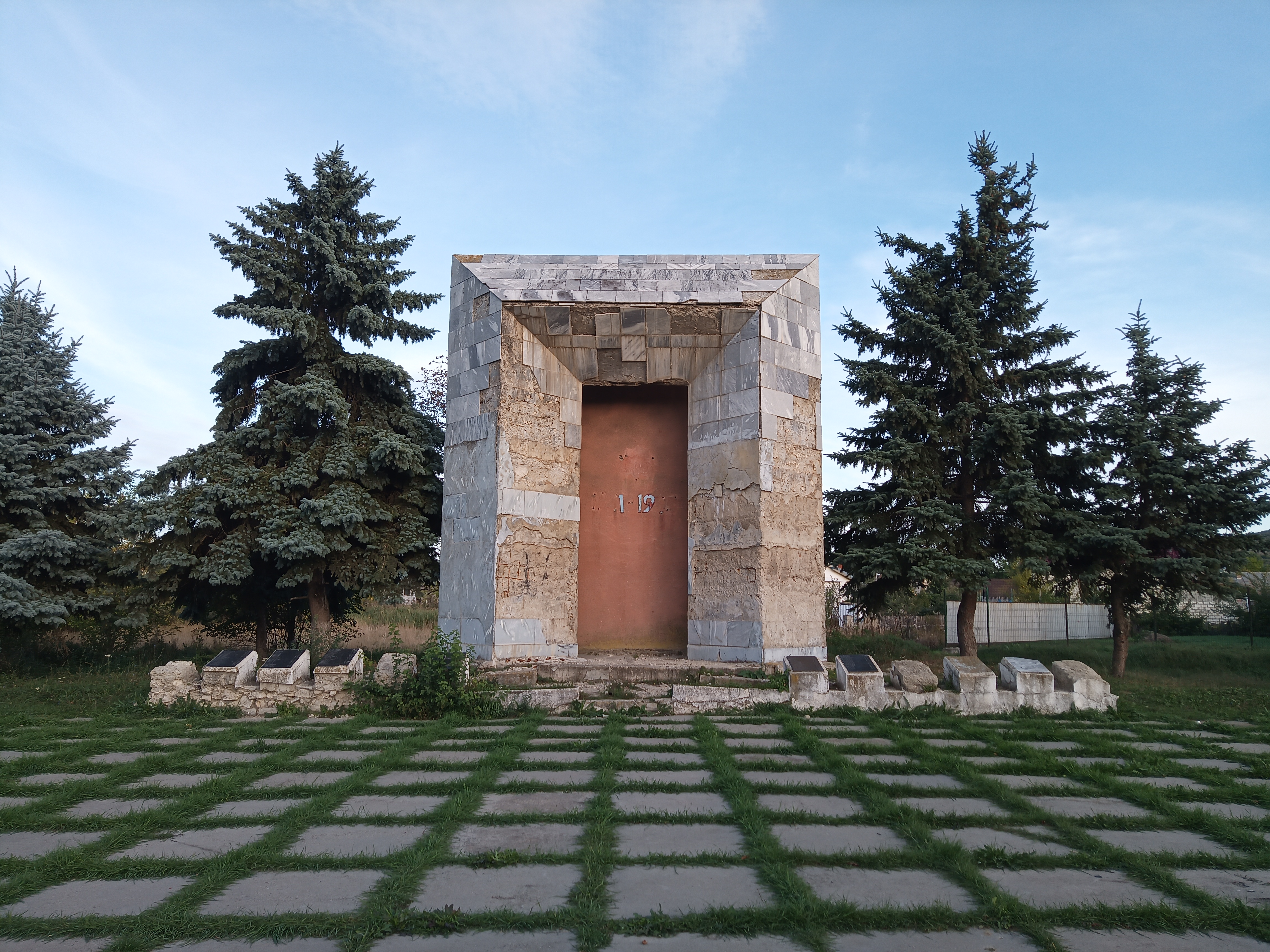
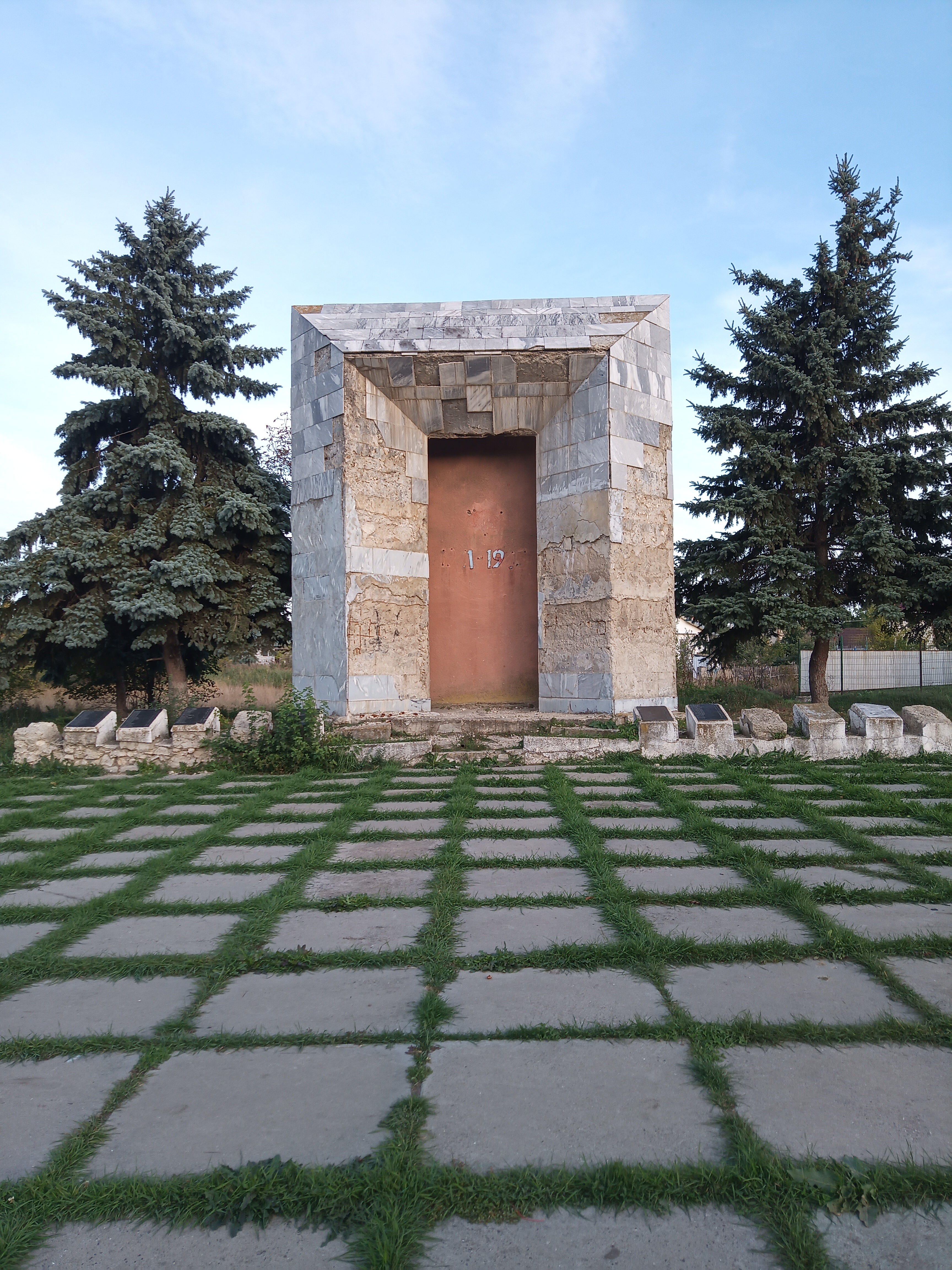

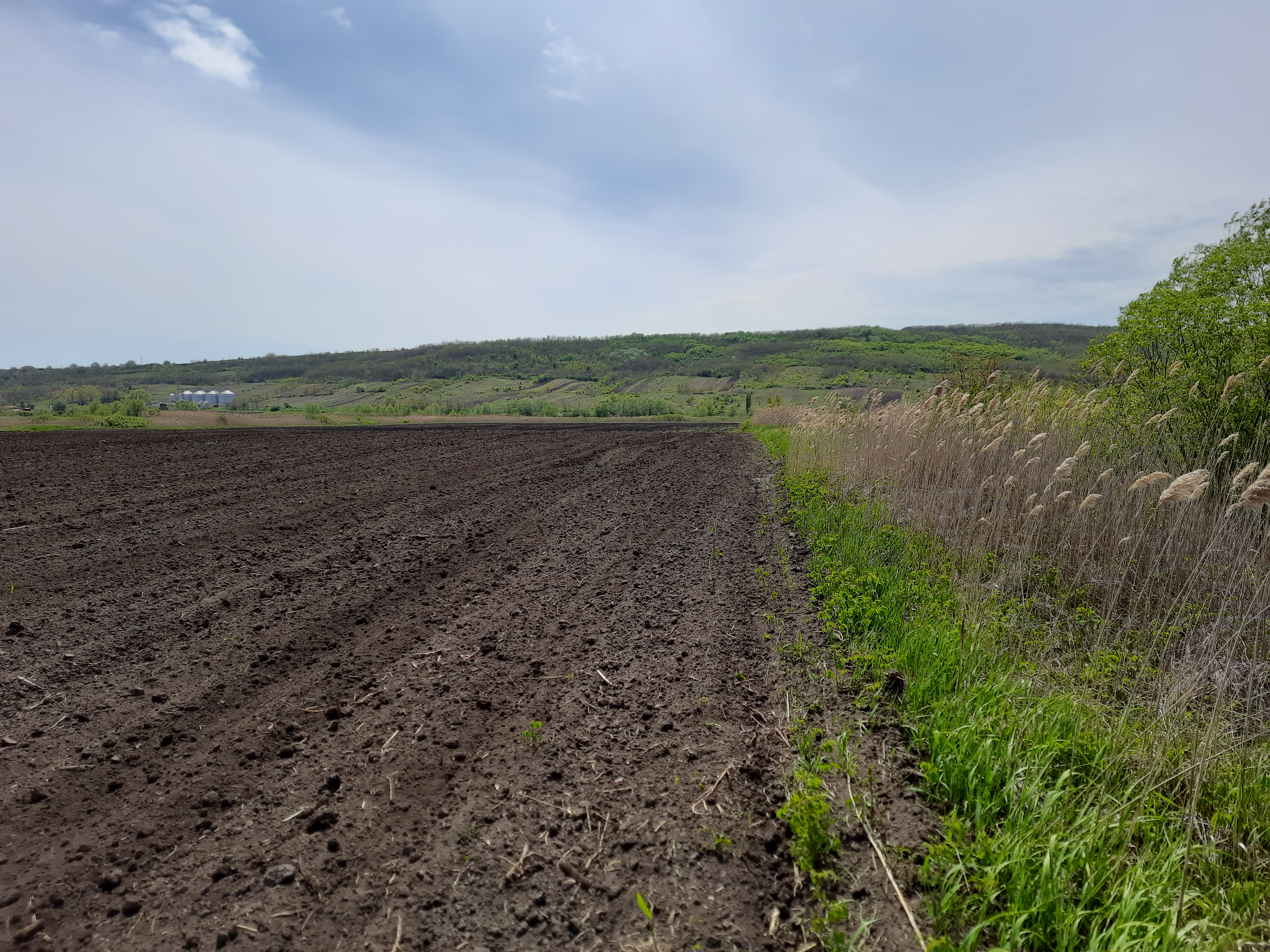
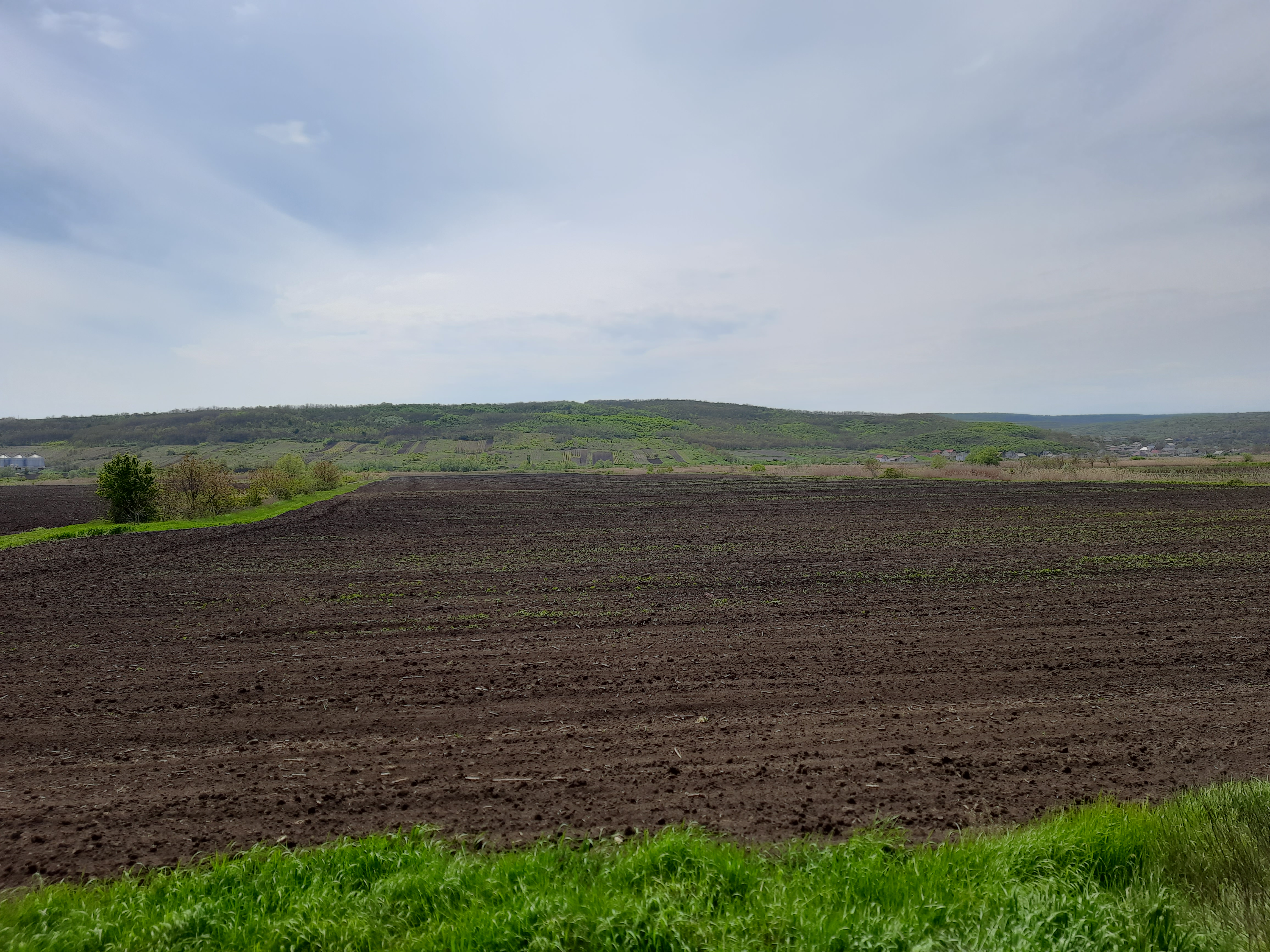
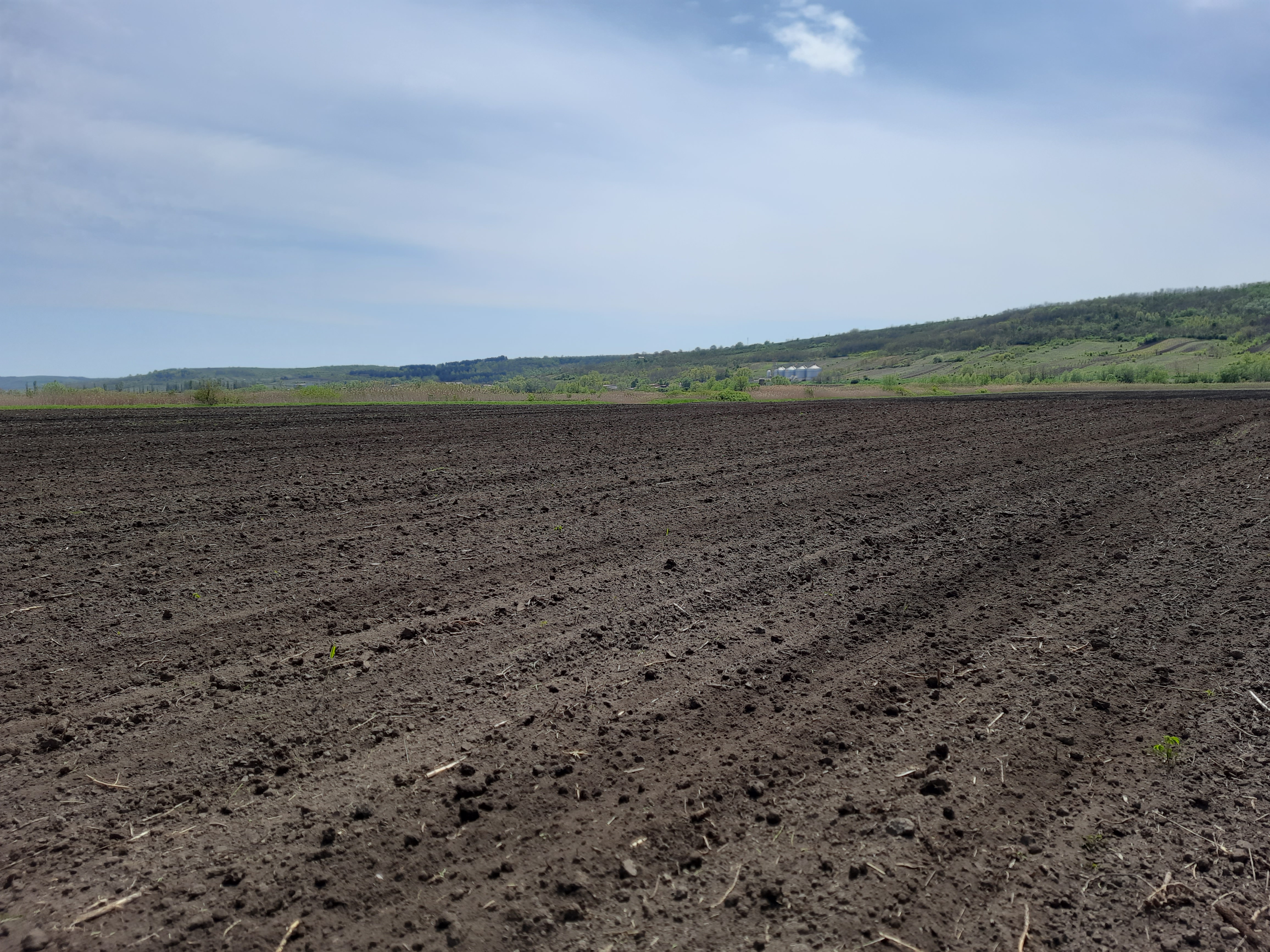

Biserica „Sf. Arhangheli Mihail și Gavriil”, monument ocrotit de stat.
Memorialul consătenilor căzuți în Al Doilea Război Mondial.
Terenuri agricole pe moșia satului.